# Globe (magazine)
Pour les articles homonymes, voir Globe.
Globe est un magazine mensuel français créé en novembre 1985 à Paris par le journaliste et écrivain Georges-Marc Benamou. Il cesse de paraître après le numéro 65, d'avril 1992. L'hebdomadaire Globe Hebdo lui succède en février 1993.

## Histoire
Aidé par Pierre Bergé, PDG d' Yves Saint Laurent, financé par l'Élysée, Georges-Marc Benamou fonde, en novembre 1985, le magazine mensuel Globe, un journal de gauche, intellectuel, pro-mitterrandien et antiraciste.
Ont participé (par ordre alphabétique) : Alexandre Adler, Pierre Bergé, Nicolas Bourriaud, Cyril Collard, Brice Couturier, Mgr Decourtray, Laurent Dispot, Frédéric Ferney, Bernard Frank, Dan Franck, Marek Halter, Guy Konopnicki, Jacques Laurent, Bernard-Henri Lévy, Gabriel Matzneff, Gérard Miller, Alain Minc, Frédéric Mitterrand, Edgar Morin, Jean-Paul Mulot, Philippe Muray, Benoît Rayski, Jean-Marc Roberts, Jean-Marc Terrasse, Daniel Sibony, Philippe Sollers, Didier Varrod, Olivier Weber, etc.

## Globe Hebdo
Globe Hebdo est un hebdomadaire français lancé le 10 février 1993 par Georges-Marc Benamou.
Ce magazine qui possède de nombreuses infographies, cartographies, cahiers photo, textes d'écrivains comme Edgar Morin, Marguerite Duras…, et images de photographes comme Marc Riboud) est soutenu par le mécène et PDG d'Yves Saint Laurent, Pierre Bergé.
Son premier rédacteur en chef, d'octobre 1993 à avril 1994, est Jacques Bouzerand, qui vient de l'hebdomadaire Le Point. Son équipe est formée de nombreux journalistes passés par Globe ou venus d'autres journaux, comme Benoît Rayski, André Bercoff, Jean-Luc Mano, Patrick Girard, Éric Zemmour, Guy Birenbaum, Christophe Donner, Gérard Miller, Olivier Wicker, Nicolas Bourriaud, Patrice Bollon, Bernard Morlino, David Benaym, Serge Grünberg, Ghislaine Ottenheimer, Éric Maitrot, Guillaume Crouzet, François Jonquet, Frédéric Beigbeder, Guy Konopnicki, Stéphane Benamou, David Martin-Castelnau, Éric Mandonnet, Laurent Dispot, Jérôme Cordelier, Olivier Toscer, Éric Dahan, etc.
Perdant beaucoup d'argent, Globe Hebdo cesse ses activités le 27 juillet 1994, après la sortie de son numéro 77,.